# Романченко, Игорь Владимирович
И́горь Влади́мирович Рома́нченко (род. 6 марта 1958) — советский и российский дипломат. Чрезвычайный и полномочный посол (2022).

## Биография
Окончил Московский государственный институт международных отношений (МГИМО) МИД СССР (1979) и Дипломатическую академию МИД России (1992). Владеет испанским и английским языками. На дипломатической работе с 1979 года.
- В 1979—1981 годах — сотрудник Посольства СССР в Венесуэле.
- В 1985—1990 годах — сотрудник Посольства СССР в Боливии.
- В 1992—1998 годах — сотрудник Посольства России в Перу.
- В 2001—2006 годах — сотрудник Посольства России в Уругвае.
- В 2006—2009 годах — начальник отдела в Латиноамериканском департаменте МИД России.
- В 2009—2014 годах — советник-посланник Посольства России в Аргентине.
- В 2014—2018 годах — заместитель директора Латиноамериканского департамента МИД России.
- С 18 июня 2018 года — чрезвычайный и полномочный посол Российской Федерации в Перу[1]. Верительные грамоты вручил 12 сентября 2018 года[2].

## Дипломатический ранг
- Чрезвычайный и полномочный посланник 2 класса (10 февраля 2012)[3]
- Чрезвычайный и полномочный посланник 1 класса (8 февраля 2019)[4]
- Чрезвычайный и полномочный посол (10 июня 2022)[5].

## Награды
- Благодарность Президента Российской Федерации (17 апреля 2025 года) — за вклад в реализацию внешнеполитического курса Российской Федерации[6].